# Domenic Bartels
Domenic Bartels (* 26. August 1990 in Meerbusch) ist ein deutscher Eishockeytorwart, der zuletzt bei den Heilbronner Falken in der DEL2 unter Vertrag stand.

## Karriere
Domenic Bartels begann seine Karriere als Eishockeyspieler in den Nachwuchsabteilungen des Krefelder EV 1981 und der Moskitos Essen, für die er jeweils bis 2009 aktiv war. In der Saison 2008/09 kam der Torwart zudem zu seinen ersten Einsätzen im Seniorenbereich für die Moskitos Essen in der viertklassigen Eishockey-Regionalliga. Zur Saison 2009/10 wechselte er zu den Hamburg Freezers, für deren Profimannschaft er in drei Spielen in der Deutschen Eishockey Liga zwischen den Pfosten stand. Zudem kam er als Leihspieler zu drei Einsätzen für den Regionalligisten EHC Timmendorfer Strand 06. In der Saison 2010/11 stand er erneut im Kader der Hamburg Freezers, spielte jedoch ausschließlich als Leihspieler für den Hamburger SV in der drittklassigen Eishockey-Oberliga. 
Zur Saison 2011/12 wurde Bartels von den Heilbronner Falken verpflichtet, für die er bis 2013 regelmäßig in der 2. Eishockey-Bundesliga spielte. Ab der Saison 2013/2014 spielte Bartels beim EC Bad Nauheim in der DEL2, ehe er 2015 zu den Falken zurückkehrte.